# Wincenty Lekki
Wincenty Lekki (ur. 5 kwietnia 1890 w Osijeku, zm. wiosną 1940 w Charkowie) – podpułkownik dyplomowany piechoty Wojska Polskiego, ofiara zbrodni katyńskiej.

## Życiorys
Urodził się  w Osijeku położonym obecnie w gminie Ilidža na terytorium Federacji Bośni i Hercegowiny jako syn Wincentego i Leokadii z Zajączkowskich. Był zawodowym oficerem armii Austro-Węgier. W latach 1912–1913 wziął udział w mobilizacji sił zbrojnych Monarchii Austro-Węgierskiej, wprowadzonej w związku z wojną na Bałkanach. Na stopień kapitana został mianowany ze starszeństwem z 1 maja 1917 roku w korpusie oficerów piechoty. Jego oddziałem macierzystym był pułk piechoty nr 100.
W 1918 roku został przyjęty do Wojska Polskiego i przydzielony do Dowództwa Okręgu Generalnego „Kraków” w Krakowie. 15 lipca 1920 roku został zatwierdzony w stopniu majora z dniem 1 kwietnia 1920 roku, w piechocie, w grupie oficerów byłej armii austro-węgierskiej. Pełnił wówczas służbę w Oddziale V Naczelnego Dowództwa Wojska Polskiego. 1 czerwca 1921 roku pełnił służbę w Najwyższej Wojskowej Komisji Opiniującej, a jego oddziałem macierzystym był Oddział V Sztabu Ministerstwa Spraw Wojskowych.
W 1921 roku został powołany do Szkoły Sztabu Generalnego w Warszawie, w charakterze słuchacza I Kursu Doszkolenia. 3 maja 1922 roku został zweryfikowany w stopniu majora ze starszeństwem z dniem 1 czerwca 1919 roku i 288. lokatą w korpusie oficerów piechoty. Jego oddziałem macierzystym był 20 pułk piechoty w Krakowie. 16 września 1922 roku Minister Spraw Wojskowych, generał dywizji Kazimierz Sosnkowski na wniosek dowódcy Wyższej Szkoły Wojennej przyznał mu pełne kwalifikacje do pełnienia służby na stanowiskach Sztabu Generalnego i przydzielił do Dowództwa Okręgu Korpusu Nr V w Krakowie na stanowisko szefa Oddziału IV Sztabu. Pełniąc służbę sztabową pozostawał oficerem nadetatowym 56 pułku piechoty wielkopolskiej w Krotoszynie. Z dniem 15 października 1923 roku został przeniesiony z DOK V do Inspektoratu Armii Nr 1 w Wilnie. 29 kwietnia 1924 roku ogłoszono jego przydział z DOK IX w Brześciu do dowództwa 9 Dywizji Piechoty w Siedlcach na stanowisko szefa sztabu, lecz w czerwcu przydział ten został anulowany. Z dniem 15 października 1924 roku został przeniesiony z Dowództwa Okręgu Korpusu Nr IX w Brześciu do dowództwa 16 Pomorskiej Dywizji Piechoty w Grudziądzu na stanowisko szefa sztabu. 1 grudnia 1924 roku awansował na podpułkownika ze starszeństwem z dniem 15 sierpnia 1924 roku i 76. lokatą w korpusie oficerów piechoty. 3 listopada 1926 roku został przeniesiony do 15 pułku piechoty „Wilków” w Dęblinie celem odbycia praktyki liniowej na stanowisku dowódcy II batalionu.
5 maja 1927 roku został przeniesiony do 23 pułku piechoty we Włodzimierzu na stanowisko zastępcy dowódcy pułku. W 1928 roku w Oddziale IV Sztabu Generalnego w Warszawie. 6 lipca 1929 roku został zwolniony z zajmowanego stanowiska i pozostawiony bez przynależności służbowej z równoczesnym oddaniem do dyspozycji dowódcy Okręgu Korpusu Nr I w Warszawie. Z dniem 28 lutego 1930 roku został przeniesiony w stan spoczynku. W 1934 roku pozostawał w ewidencji Powiatowej Komendy Uzupełnień Warszawa Miasto III. Posiadał przydział do Oficerskiej Kadry Okręgowej Nr I. Był wówczas „przydzielony do dyspozycji dowódcy Okręgu Korpusu Nr I”.

W czasie kampanii wrześniowej 1939 roku – po agresji ZSRR na Polskę – w nieznanych okolicznościach dostał się do niewoli sowieckiej i osadzono go w obozie w Starobielsku. Wiosną 1940 roku został zamordowany przez funkcjonariuszy NKWD w Charkowie i pogrzebany potajemnie w bezimiennej mogile zbiorowej w Piatichatkach, gdzie od 17 czerwca 2000 roku mieści się oficjalnie Cmentarz Ofiar Totalitaryzmu w Charkowie.
5 października 2007 roku minister obrony narodowej Aleksander Szczygło mianował go pośmiertnie na stopień pułkownika. Awans został ogłoszony 9 listopada 2007 roku w Warszawie, w trakcie uroczystości „Katyń Pamiętamy – Uczcijmy Pamięć Bohaterów”.

## Ordery i odznaczenia
- Krzyż Kawalerski Orderu Odrodzenia Polski (2 maja 1923)[25][26][27]
- Signum Laudis Srebrny Medal Zasługi Wojskowej na wstążce Krzyża Zasługi Wojskowej[28]
- Signum Laudis Brązowy Medal Zasługi Wojskowej z mieczami na wstążce Krzyża Zasługi Wojskowej[28]
- Krzyż Pamiątkowy Mobilizacji 1912–1913[28]